# 마티 로빈스

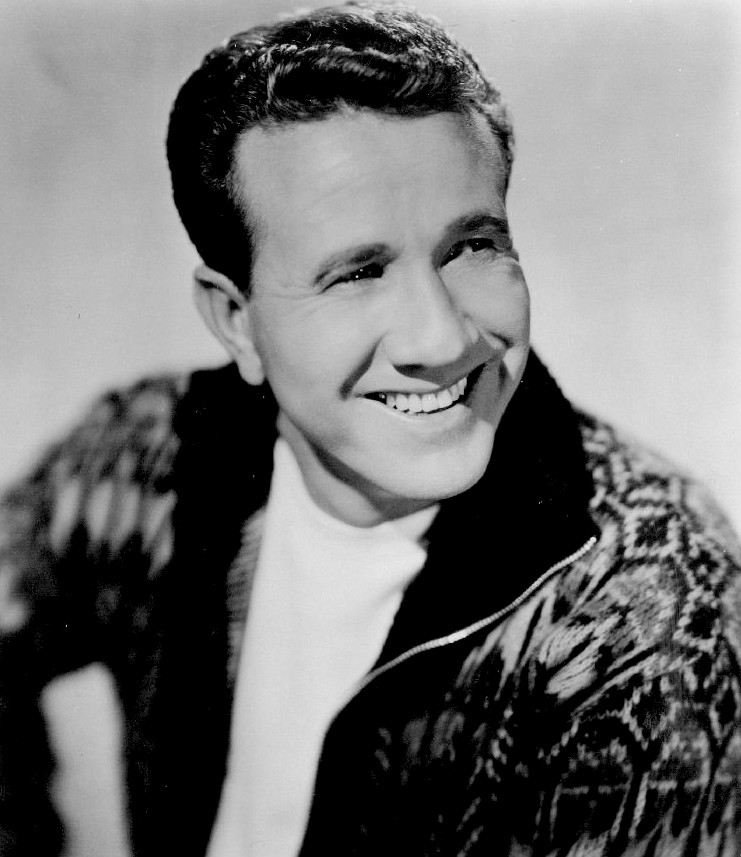
1966년

마티 데이비드 로빈스(Marty Robbins, 1925년 9월 26일 ~ 1982년 12월 8일) 또는 마티 로빈스(Marty Robbins)는 미국의 가수, 송라이터, 배우, 레이싱 드라이버이다.
노래· 기타· 작사· 작곡을 하였다. 리듬감이나 프레이징, 필링, 목소리의 매력 등 모든 것에서 결함을 찾아볼 수 없는 뛰어난 가수로서 특히 감정의 표현과 구사의 훌륭함은 놀랄 만하다. 가수로서의 그를 보면, C&W 필드로 로빈스와 맞설 만한 사람은 없다고 할 정도였다. 또한 C&W뿐만 아니라 재즈, 하와이언, 라틴 등 모든 것을 다룰 수 있는 넓은 폭을 지녔다는 점에서도 주목할 만하다. 애리조나주의 그렌딜 근방에서 태어났다. 소년시절에 <노래하는 카우 보이>(진 오트리의 노래)에 매혹되어 가수가 되기로 작정, 1948년에 데뷔하였다. 1953년에 <울지 않을 수 없어>로 스타가 되었으며 1957년 <화이트 스포츠 코트>로 팝송 분야에서도 이름이 알려졌다. <엘 파소>(1959-1960)를 비롯한 모던 카우 보이 발라드조(調)의 것이 마치 트레드 마크처럼 되어 버렸으나, 이것은 말의 이해가 완전하지 못한 동양인으로서는 미국인만큼 친근감이 느껴지지 않는다. 또한 후기 작품으로는 <검은 리본>과 <사랑의 역전승(逆轉勝)>(1966)이 있으며, 이러한 곡에서 들을 수 있는 상쾌한 리듬의 구사나 교묘한 창법의 소화는 참으로 놀랄 만하다. 흐느끼는 듯한 목소리 때문에 '목소리에 눈물방울이 맺힌 사나이', '눈물 사나이' 등의 애칭으로 불리기도 하였다.